# Karl Talazko
Karl Anton Talazko (* 18. Juli 1897 in Hohnstein; † 21. April 1945 in Pulsnitz) war ein deutscher evangelischer Pfarrer und Opfer der NS-Diktatur.

## Leben
Talazko entstammte einer evangelischen Pfarrerfamilie. Nach der Volksschule besuchte er die Fürstenschule in Grimma, wo er sein Abitur ablegte. Im Ersten Weltkrieg wurde er zum Heeresdienst eingezogen, wurde schwer verwundet und verlor seine rechte Hand. Nach dem Ende des Krieges studierte er Evangelische Theologie in Leipzig und Tübingen. 1921 wurde er als Vikar im böhmischen Kaaden tätig. 1925 war er Hilfsprediger in Neukirchen bei Stollberg im Erzgebirge, danach wieder Vikar in Adorf bei Stollberg, wo er ab 1926 nach der Ordination auch als Pfarrer wirkte. 1930 heiratete er in Stettin. Von 1932 an betreute er die Pfarrstelle in Gersdorf, dazu während des Zweiten Weltkrieges zusätzlich die Nachbargemeinde Reichenbach sowie die Kamenzer Klosterkirche. Seine letzte Predigt hielt er am 15. April 1945.
Zu dieser Zeit waren die Truppen der Roten Armee bereits nahe an den Ort herangerückt. Wie in anderen Ortschaften gab es auch in Gersdorf Bestrebungen, durch Hissen von weißen Tüchern der heranrückenden Sowjetarmee ein Signal zur friedlichen Übergabe des Ortes zu geben. Inwieweit Talezko direkt an der Hissung der weißen Flagge auf dem Kirchturm beteiligt war, ist ungeklärt. Die SS-Männer hatten vom benachbarten Bischheim die weiße Fahne bemerkt und trieben daraufhin die Bevölkerung von Gersdorf auf einer Wiese vor dem Gasthaus zusammen. Talazko und seinem 14-jährigen Sohn wurde befohlen, die weißen Tücher im Ort einzusammeln. Beim Rückzug verschleppte die SS Talazko und den Bürgermeister Haase nach Pulsnitz, wo sie auf einer Wiese vermutlich zusammen mit weiteren Männern erschossen wurden. Die in das benachbarte Obersteina geflüchteten übrigen Dorfbewohner sahen von dort, dass ihre Gersdorfer Kirche von der SS in Brand gesteckt wurde.
Am 28. April holten die Gersdorfer die Leichen von Talazko und dem Bürgermeister nach Gersdorf und begruben sie neben der Brandruine.

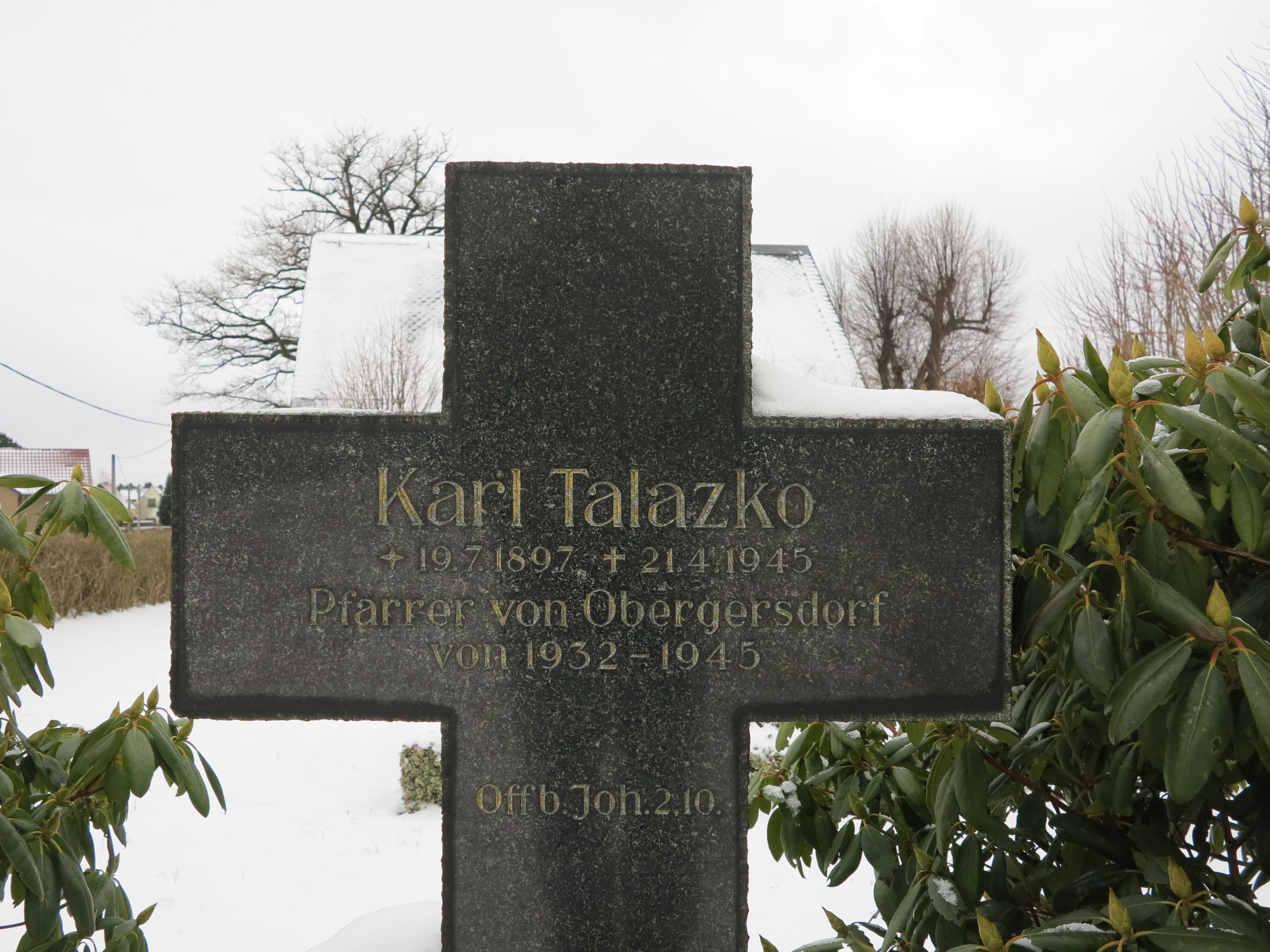
Grabstein für Karl Talazko. Auf dem Grab ist die Todesursache, die Erschießung durch die SS wegen der weißen Fahnen im Ort nicht angegeben, obwohl dies in der DDR durchaus möglich und sogar erwünscht war, da dies als Warten auf die Rote Armee interpretiert werden konnte.